# No Limit Kids: Much Ado About Middle School
No Limit Kids: Muito Barulho por Middle School (No Limit Kids: Muito Barulho por Middle School) é um filme de comédia de 2010 dos EUA. Ele estrelou Bill Cobbs, Blake Michael, Celeste Kellogg, Cesar Ivy e Amanda Waters.

## Argumento
Um grupo de jovens adolescentes: Celeste (Celeste Kellogg), Zach (Blake Michael), Ashton (Ashton Harrell) e Becca (Amanda Waters) que estão entrando ensino médio cheio de perguntas, dúvidas e medos, se juntam para formar um clube em um teatro abandonado na Main Street. Dentro do teatro descoberto uma parte interessante da história de seu povo, mas também um homem aparentemente sem-teto chamado Charlie (Bill Cobbs), que se conecta com as crianças por meio de sua paixão mútua para o teatro musical.
Quando os adolescentes aprendem o teatro está marcada para demolição foi em uma missão para salvar o símbolo da cidade e do porto Charlie certeza. Eles decidem colocar em uma versão animada, moderna Shakespeare Much Ado About Nothing. Através de identidades equivocadas e falsas suposições do grupo descobre que nem sempre se pode julgar um livro pela capa.

## Elenco
- Bill Cobbs como Charlie Iverson
- Blake Michael como Zach Winter
- Celeste Kellogg como Celeste Monroy
- Ashton Harrell como Ashton McGregor
- Amanda Waters como Becca Dreel
- Lee Meriwether como Katie Winter
- Jeff Rose como Frank Winter
- Janet Ivey como Nicole Winter